# Diana Zambrozuski
Diana Ramos Zambrozuski (Osório, 11 de novembro de 1996), é uma cosplayer, youtuber, streamer e apresentadora brasileira. 

## Vida pregressa
Diana nasceu e cresceu em Osório, no Rio Grande do Sul, onde vivia em uma fazenda na zona rural do município junto com os pais e a irmã. Desde criança, demonstrava aptidão para atividades artísticas, especialmente desenho e artesanato, além de nutrir uma paixão por jogos eletrônicos.

## Carreira
A carreira de Diana começou com a paixão pelo jogo League of Legends, onde ela se identificou com a personagem Katarina devido ao cabelo vermelho marcante. Incentivada por amigos, Diana começou a fazer cosplays da personagem, após conseguir um emprego como auxiliar administrativa, Diana passou a usar o salário para financiar suas atividades como cosplayer e viajar para eventos, ganhando popularidade na comunidade gamer, eventualmente, começou a transmitir suas sessões de jogo ao vivo. Diana também já foi bartender e fez um curso de seis meses para trabalhar como comissária de bordo, mas decidiu investir totalmente na carreira de streamer.
Diana é uma das maiores streamers e influenciadoras gamer do Brasil, se destacou especialmente na plataforma Facebook Gaming, onde tinha um contrato de transmissões, reuniu milhões de seguidores e consolidou sua carreira, mas posteriormente moveu suas atividades de streaming para a Twitch.' Diana é conhecida por sua postura contrária ao sexismo na comunidade gamer, comportamento do qual também foi vítima durante suas atividades. Também trabalhou como apresentadora, para eventos como o VideoGameShow e foi jurada do Prêmio eSports Brasil. Foi considerada a terceira mulher mais sexy do mundo gamer.

## Vida pessoal
Diana possui um relacionamento com o também youtuber Breno Jordan, filho do youtuber e empresário Peter Jordan.